# Tweede Slag bij El Alamein
De Tweede Slag bij El Alamein vormde het keerpunt in de Noord-Afrikaanse Veldtocht en geldt samen met de Slag om Stalingrad en de Slag bij Midway als een van de belangrijke keerpunten tijdens de Tweede Wereldoorlog in het voordeel van de Geallieerden.
Na de Eerste Slag bij El Alamein, waarin de Duitse-Italiaanse opmars werd gestuit, nam generaal Bernard Montgomery in augustus 1942 het bevel over van Claude Auchinleck en nam zo de leiding over van het Britse 8e Leger.

## Situatie
In juli 1942 was het Duitse Afrikakorps onder generaal Erwin Rommel tot ver in Egypte opgerukt. Het bedreigde de Britse aanvoerroute door het Suezkanaal. Zich bewust van zijn te lang uitgerekte bevoorradingslijnen, zijn eigen gebrek aan versterkingen en een massale opbouw van de geallieerde strijdmacht tegenover hem, besloot Rommel toe te slaan terwijl de geallieerde opbouw nog niet compleet was.
Deze aanval op 30 augustus 1942 in de Slag bij Alam el Halfa faalde, en in afwachting van een aanval van Montgomery's Britse Achtste Leger, groef het Afrikakorps zich in.
Ondanks grote aandrang van Winston Churchill om zo snel mogelijk aan te vallen, nam Montgomery weken de tijd om de opbouw van zijn leger te voltooien: met 200.000 man en 1000 tanks begon Montgomery zijn aanval tegen de 100.000 man en 500 tanks van het Duits-Italiaans leger.
Aan Duitse zijde heerste gebrek aan brandstof, drinken, munitie en voedsel. Het Duits-Italiaanse leger ontving slechts 1/3 van de voorraden die het nodig had. Dit had te maken met de lange aanvoerlijnen vanuit de Libische havens en met geallieerde luchtaanvallen op Duitse en Italiaanse bevoorradingsschepen en vrachtwagens.
De Duitsers hadden 218 tanks ter beschikking, waarvan 173 betrouwbare Panzer III en Panzer IV.
De Italianen beschikten over 278 middelzware tanks, vooral de M13/40, die als rijdende doodskisten betiteld werden.
Aan Britse zijde waren er bij de aanvang van de gevechten 252 nieuwe M4 Sherman tanks beschikbaar.
De 170 in de Verenigde Staten geproduceerde M3 Grant tanks hadden het nadeel dat het kanon vast op de romp gemonteerd was. De Crusader 6pdr. Mk. 3 zou gedurende de slag mechanisch onbetrouwbaar en te licht blijken. Hiernaast beschikten de Britten over de M3 Stuart en de Valentine tank.

## Geallieerd plan
Met Operatie Lightfoot hoopte Montgomery twee doorgangen door de Duitse mijnenvelden in het noorden vrij te maken.
Pantsereenheden zouden dan hierdoorheen trekken om de Duitse pantsereenheden te verslaan.
Afleidingsaanvallen in het zuiden zouden strijdkrachten in het zuiden verhinderen om noordwaarts versterking te bieden.
Montgomery verwachtte een gevecht van 12 dagen in drie fasen: "Inbreken, vermorzelen, en breken."
De strijdkrachten van het Gemenebest voerden in de voorafgaande maanden een aantal misleidingen uit om de asmogendheden op het verkeerde been te zetten over de tijd en plaats van de op handen zijnde aanval. Deze misleidingen kregen de codenaam Operatie Bertram. Een dummy pijplijn werd in fasen opgebouwd om de asmogendheden te laten geloven dat de aanval veel later zou plaatsvinden en veel verder naar het zuiden. Er werden namaaktanks gemaakt bestaande uit houten frames gebouwd op jeeps in het zuiden opgesteld. Omgekeerd werden de tanks in het noorden vermomd als vrachtwagens door hier een houten bak bovenop en overheen te bouwen.
De asmogendheden organiseerden hun verdediging in twee linies, die door de geallieerden de Oxalic Line en de Pierson Line genoemd werden. Ze legden meer dan een half miljoen mijnen, vooral antitankmijnen, in wat de Duivelstuin genoemd werd.

## De slag

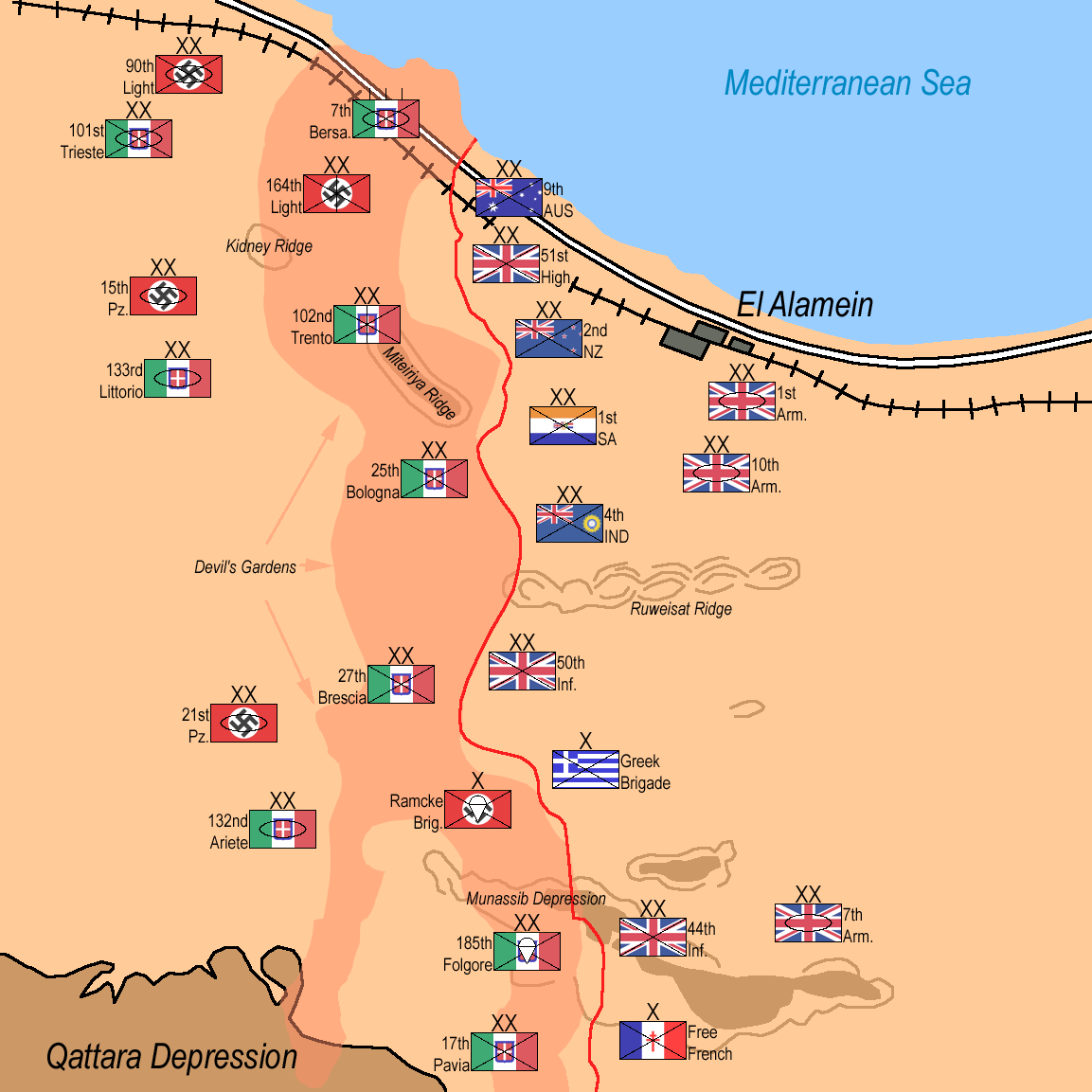
De toestand op 23 oktober

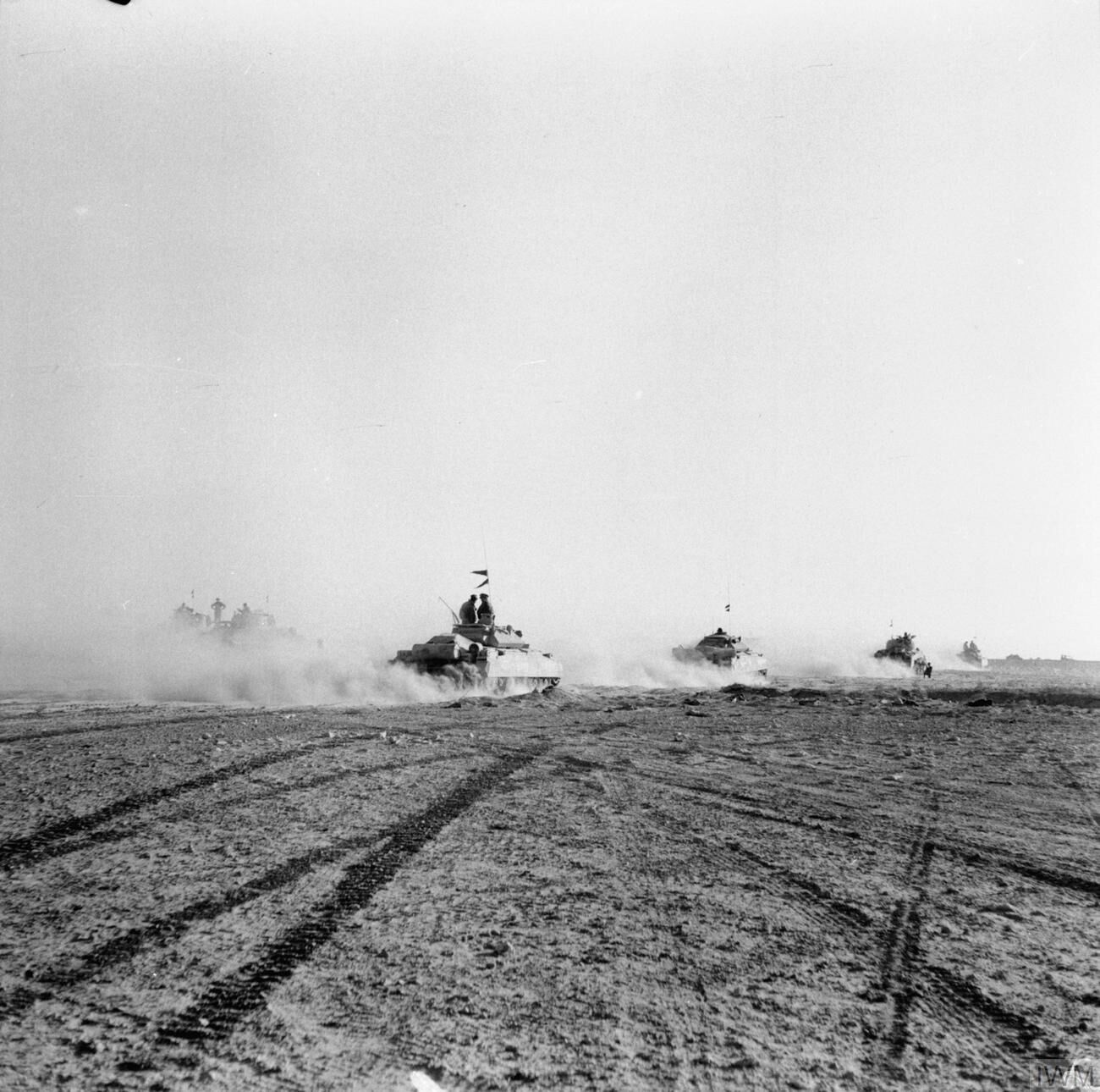
Britse tanks trekken door het mijnenveld

De tweede slag om El Alamein wordt meestal in vijf fasen verdeeld:
1. Het binnenbreken (23-24 oktober)
2. Vermorzelen (24-25 oktober)
3. De tegenaanval (26-28 oktober)
4. Operatie Supercharge (1-2 november) en
5. De doorbraak (3-7 november)

Gedurende 29 en 30 oktober was er een adempauze die meestal geen naam gegeven wordt.

### Fase 1: Binnenbreken
Op een kalme heldere avond met volle maan begon operatie Lightfoot met een artilleriebeschieting door 882 veld- en middelzware stukken artillerie. Deze eindigde 5,5 uur later, en in deze tijdspanne vuurden deze stukken elk gemiddeld 600 granaten af, samen 125 ton.
De operatie werd Operatie Lightfoot genoemd omdat de infanterie eerst diende aan te vallen.
Veel van de antitankmijnen zouden niet door overrennende soldaten tot ontploffing gebracht worden omdat zij te licht waren.
Tussen de antitankmijnen lagen echter ook antipersoonsmijnen van het type S-mijn.
Terwijl de infanterie aanviel, zouden genietroepen een pad voor de hierop volgende tanks vrij maken. Ieder pad zou slechts acht meter breed zijn, voldoende voor één tank. De mijnenvelden waren acht kilometer diep, waardoor de paden niet volledig vrijgemaakt werden.
In het geallieerde plan zou het 13e korps een afleidingsaanval in het zuiden uitvoeren. Zij zouden de Duitse 21e pantserdivisie en de Italiaanse Ariete-pantserdivisie aanvallen, terwijl het 30e korps in het noorden een smal pad door de Duitse mijnenvelden zou trekken voor de gepantserde eenheden van het 10e korps.
Om 10h00 kwam het 30e korps in beweging. Het doel was een denkbeeldige lijn in de woestijn waar de sterkste Duitse verdedigingsposten waren gesitueerd.

Toen de infanterie de mijnenvelden bereikte, bewogen de genietroepen voorwaarts om een pad door de mijnenvelden vrij te maken. Om 14h00 begonnen de eerste van de 500 tanks voorwaarts te bewegen.

Om 16h00 bevonden de voorste tanks zich tussen het mijnenveld, waar ze zoveel stof opwaaiden, dat het zicht tot nul gereduceerd werd. Opstoppingen en desoriëntatie waren het gevolg. Hele colonnes tanks dwaalden af. Sommige tankeenheden dachten dat ze vanuit het eerste mijnenveld gevorderd waren tot het tweede mijnenveld, terwijl zij zich nog in het eerste mijnenveld bevonden.

### Fase 2: Vermorzelen
De ochtend van 24 oktober begon voor het Duitse hoofdkwartier met rampspoed. De nauwkeurige artilleriebeschieting had de communicatie van het Duitse opperbevel geraakt. Rommel was op dat moment in Duitsland voor medische behandeling van zijn opgelopen dysenterie, en Georg Stumme, die het bevel tijdens Rommels afwezigheid voerde, stierf tijdens de artilleriebarrage aan een hartaanval. Generaal Wilhelm Ritter von Thoma kreeg tijdelijk het bevel.
Ondertussen had het 30e korps slechts een deuk in de eerste mijnenvelden geslagen. Het was nog niet genoeg om het 10e korps doorheen te laten trekken. De gehele dag bombardeerde de Britse luchtmacht daarom de naaste Duitse stellingen. De Royal Air Force vloog die dag meer dan 1000 vluchten.
Bij zonsopgang voerden Duitse tanks een aanval uit op de Britse 51e Hooglanders Infanteriedivisie. Tegen 4 uur 's middags was er nog steeds geen sprake van Duitse voortgang. Tegen zonsondergang, met de zon in de rug, voerde de Duitse 15e pantserdivisie en de Italiaanse Littorio divisie vanuit Kidney Ridge een aanval uit op de Australiërs, en de eerste belangrijke tankslag was een feit. Meer dan 100 tanks waren hierbij betrokken. Toen het duister viel hadden beide partijen de helft van hun tanks verloren en de posities waren onveranderd.
Terwijl de Australiërs tegen de 15e Pantserdivisie vochten, bevochten de Hooglanders de pantsers tegenover hen in het eerste tank tegen infanterie gevecht van de slag. Het gevecht duurde twee dagen en kostte veel slachtoffers, maar aan het eind hielden de Hooglanders de heuvelkam Kidney Ridge.
D Plus 2: Zondag 25 oktober 1942
De geplande aanval was op zondag voorbij. Beide legers hadden twee dagen zonder ophouden gevochten. De Britten waren door de mijnenvelden in het westen opgerukt en hadden een 9 km breed en 8 km diep gat in de as-linie geslagen. Ze waren gevorderd tot de Miteriya heuvelkam in het zuidoosten, maar tegelijkertijd zaten de troepen van de asmogendheden nog stevig verschanst in hun oorspronkelijke gevechtsposities. Het gevecht lag even stil.
Generaal Bernard Montgomery gaf bevel de gevechten in het zuiden te beëindigen, de Miteriya heuvelkam te evacueren, en naar het noorden richting zee te draaien. Het slagveld zou zich concentreren bij Kidney en Tel el Eisa totdat er een doorbraak was bereikt.
Het zouden zeven bloedige dagen worden.
Vroeg in de morgen lanceerden de asmogendheden een serie aanvallen door de 15e pantser- en de Littorio divisies.
Het Afrika Korps zocht zwakke punten, maar vond ze niet.
Tegen zonsondergang ging de Britse infanterie in de aanval. Rond middernacht lanceerde de 51e Hooglanderdivisie drie aanvallen, maar niemand wist precies waar.
Overal heerste verwarring en vloeide bloed. De Britten verloren meer dan 500 man, en onder de aanvallende troepen bleef slechts 1 officier over.
Terwijl de 51e Hooglanderdivisie bij Kidney opereerde, vielen de Australiërs een ruim 6 meter hoge artillerieobservatiepost van de asmogendheden aan, ten zuidwesten van Tel el Eisa. Dit was de nieuwe draai naar het noorden die Montgomery eerder op de dag bedacht had. Het bepaalde de plaats van de gevechten gedurende de hierop volgende dagen.

De 26e Australische brigade viel om middernacht aan. De luchtmacht dropte 115 ton bommen op de linies van de asmogendheden. Hierna waren de geallieerden in staat om de 240 man gevangen te nemen.

Voor de asmogendheden was de kleine heuvel van vitaal belang. Zij probeerden deze heuvel dan ook te heroveren. Deze gevechten duurden de hele volgende week.

### Fase 3: De tegenaanval
D Plus 3: Maandag 26 oktober 1942

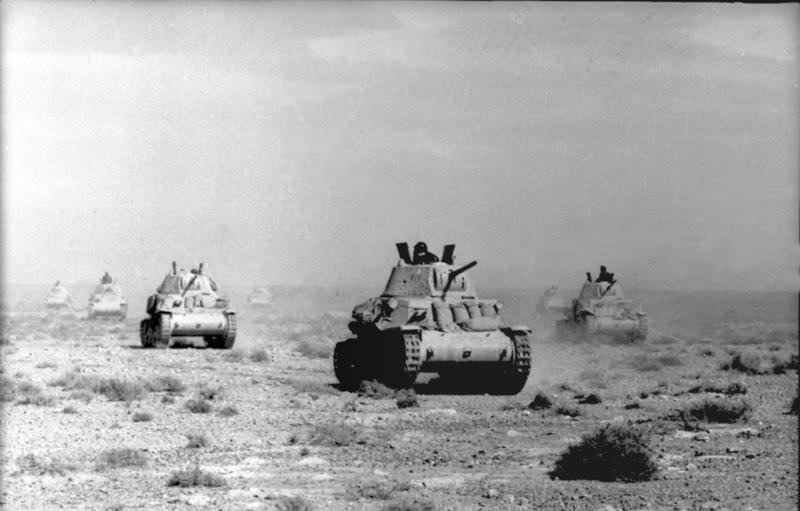
Italiaanse M13/40 tanks in de woestijn

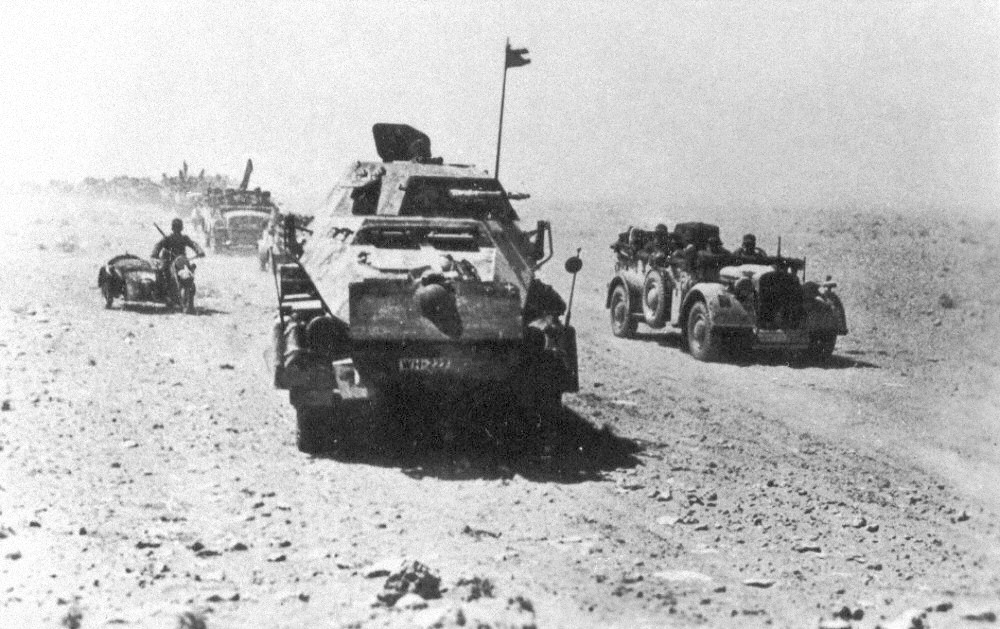
Duitse tankjagers rukken op in de woestijn

Rommel keerde op de avond van 25 oktober terug, en evalueerde onmiddellijk de strijd. Hij verspreidde meteen een dagorder aan al zijn mannen: 
"Ik ben terug, E. Rommel"
Hij constateerde dat de Italiaanse Trento Divisie de helft van haar infanterie verloren had. De 164e Lichte Afrika Divisie was twee bataljons kwijt, terwijl de meeste andere eenheden onder sterkte waren. Alle manschappen leefden op half rantsoen. Er waren veel zieken, terwijl er nog maar brandstof voor drie dagen was.
De geallieerde tegenaanval werd gestaakt. [Churchill raasde: 
"Is het echt onmogelijk een generaal te vinden die een veldslag kan winnen?"
Rommel begon zijn tegenaanval om 15h00 bij "punt 29", de artillerieheuvel. Hij liet zijn tanks van Kidney hiernaartoe trekken, voorzien van lucht- en infanteriesteun. Rommel verplaatste ook de Duitse 21e pantserdivisie en de Italiaanse Ariete pantserdivisie vanuit het zuiden naar het "Rahman spoor".

Dat bleek een vergissing te zijn: De Britten hielden deze positie en door gebrek aan brandstof konden de Duitse tanks zich niet terugtrekken: ze bleven in het open landschap staan als doelwit voor de Royal Air Force.
Bij Kidney slaagden de Britten er niet in het ontbreken van tanks aan de andere zijde uit te buiten. Elke beweging naar voren van de Britse tanks werd afgestraft door Duitse 88 mm antitankkanonnen.
Rommel werd getroffen door een ernstige tegenslag toen de Royal Navy de tanker Proserpina bij Tobroek tot zinken bracht: zijn laatste hoop om zijn brandstoftekort op te lossen verging hiermee.
D Plus 4: Dinsdag 27 oktober 1942
De slag concentreerde zich nu rond Tel el Aqaqir en Kidney Ridge.
Het 2e infanteriebataljon van de Britse 1e pantserdivisie verdedigde een positie die Snipe genoemd werd, ten zuidwesten van de Kidney Ridge. De verdediging van Snipe geldt als een van de legenden van El-Alamein.
Met de woorden van Phillips:
"De woestijn zinderde van de hitte. Het zweet van de mannen in hun schuttersputjes liep met straaltjes van hun met stof en zand vervuilde gezichten. De stank was verschrikkelijk. De vliegen zwermden in zwarte wolken rond de dode lichamen en uitwerpselen.
De plek lag bezaaid met brandende tanks, kapotte kanonnen en voertuigen. Overal hing rook en stof van ontploffende projectielen en afgevuurde geweren."
Ze lagen de gehele dag onder mortier en granaatvuur.
Rond 16h00 openden Britse tanks per abuis het vuur op hun eigen troepen, waarbij velen sneuvelden. Een uur later, om 17h00, lanceerde Rommel zijn hoofdaanval. Duitse en Italiaanse tanks trokken voorwaarts.
Hoewel de Britten slechts vier werkende pantserafweerkanonnen hadden, raakten ze 37 van de 40 tanks van de 21e pantserdivisie. De resterende drie Duitse tanks trokken zich terug.
Even later volgde een nieuwe Duitse aanval, waarbij op negen na alle Duitse tanks vernietigd werden.
Het tweede bataljon had nog slechts drie kanonnen en negen granaten, maar de Duitsers gaven de aanval op.
D Plus 5-6: Woensdag en donderdag 28 en 29 oktober 1942
De Australische 9de divisie vervolgde haar aanval naar het noorden voorbij
Tell el Eisa naar een door de as verdedigde plek ten zuiden van de spoorweg die Thompson's Post genoemd werd. Ze wisten door te breken naar de kustweg. Aan het eind van de dag hadden de Britten nog 800 rijdende tanks, terwijl er nog slechts 148 Duitse en 187 Italiaanse tanks rond reden.
Toen het nieuws van het tot zinken brengen van de tanker Luisiano buiten de haven van Tobroek bekend werd, vertelde Rommel zijn commandanten:
"Het is nu onmogelijk geworden ons van de vijand terug te trekken. We missen de brandstof voor die manoeuvre.
We hebben maar een keuze en dat is tot het einde toe bij Alamein te vechten".
D Plus 7-9: Vrijdag-zondag, 30 oktober - 1 november 1942
De nacht van de 30e bracht een voortzetting van de gevechten van de dag, waarbij de Australiërs aanvielen. In hun derde poging slaagden ze er deze nacht in om de verharde weg te bereiken.
Op 31 oktober lanceerde Rommel vier tegenaanvallen op Thompson's Post.
De gevechten waren intensief en bloedig, met vaak man-tegen-mangevechten, maar de As-strijdkrachten wisten geen terrein terug te veroveren.
Op zondag 1 november probeerde hij het nogmaals, maar de felle en wanhopige gevechten brachten alleen nieuwe verliezen aan materiaal en manschappen. Het werd Rommel nu duidelijk dat de slag verloren was. Hij begon zich voor te bereiden op een terugtocht naar Fuka, enkele kilometers naar het westen. Ironisch genoeg arriveerde nu 1200 ton brandstof. Die had bij het begin beslissend kunnen zijn, maar arriveerde nu te laat. Ze werd aan het eind van de slag deels opgeblazen om te voorkomen dat deze in geallieerde handen viel.

### Fase 4: Operatie Superlading

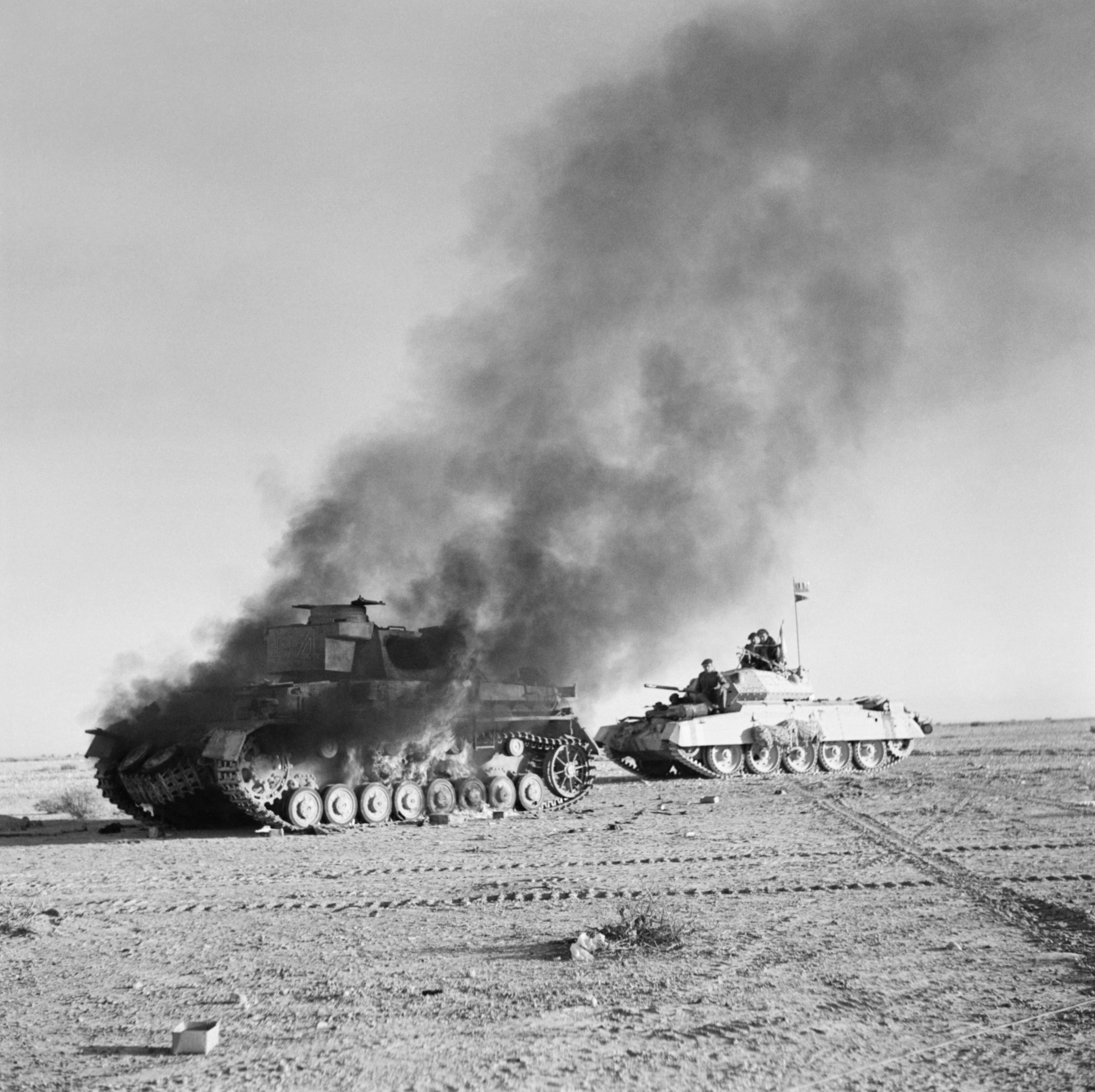
Een brandende Panzer IV tank en een Crusader tank

Deze fase van de slag begon op 2 november om 1 uur. Het doel was het vernietigen van de tanks van de as-strijdkrachten.
Montgomery wilde de as-strijdkrachten dwingen in het open veld te vechten, waardoor hun brandstof opgesoupeerd zou raken,
de Royal Air Force vrij spel zou hebben, en het vijandelijke leger zou desintegreren.
De intensiteit en vernietiging overtroffen alles wat er tot dan toe tijdens de gevechten had plaatsgevonden.
Het geografische doel van Superlading was Tell al-Aqaqir langs het Rahman spoor, de basis van de as-verdediging.
De aanval ging van start met een zeven uur durend bombardement gericht op Tel el Aqaqir en Sidi Abdel Rahman.
Hierop volgde een 4,5 uur durende artillerie barrage van 360 kanonnen en 15.000 granaten.
De eerste aanvalsgolf werd getrokken door de geharde veteranen van de Nieuw-Zeelandse divisie.
Hun commandant, Freyberg had geprobeerd zijn manschappen hiervan te ontlasten, omdat zijn divisie onder sterkte en moe was.
Hij kreeg niet zijn zin en op deze koude novembernacht, met een ondergaande maan, kwamen de Nieuw-Zeelanders in beweging.
Bij het opgaan van de zon op 2 november werd tank na tank geraakt door de Duitse 88 mm kanonnen die 7 luchtaanvallen overleefd hadden.
De 9e haalde hun doelen niet. Ze verloren 102 van hun 128 tanks.
Wel hadden ze de eerste Duitse linie doorbroken, en de 1e pantserdivisie mengde zich nu in de strijd.
In de hitte van de middagzon naderden 120 Italiaanse en Duitse tanks voor de grootste, meest kritieke en laatste tankslag, die om de Tel el Aqaqir heuvelkam.
Dit gevecht duurde de gehele dag.
Rommel riep de Ariete-divisie uit het zuiden op om bij de verdediging van Tel el Aqaqir te helpen.
Bij het vallen van de avond hadden de as-strijdkrachten op heel het front nog maar 32 werkende tanks over.
Terwijl het Afrikakorps voor zijn voortbestaan vocht bij Tel el Aqaqir, begon Rommel de terugtocht naar Fuka.

### Fase 5: De uitbraak
Rommel stuurde Hitler een boodschap met uitleg van de hopeloze positie en vroeg terug te mogen trekken. Hitler gaf bevel stand te houden. Von Thoma vertelde hem: 
"Ik ben net het slagveld rond geweest. De 15e pantserdivisie heeft 10 tanks over, de 21e pantser 14 en Littorio 17."
Rommel las hem Hitlers boodschap voor, waarop von Thoma hem verliet om aan het hoofd van het Afrika Korps plaats te nemen. Toen er 150 Britse tanks kwamen bij de restanten van de 15e en 21e divisies, stond von Thoma naast zijn mannen. Hij was in de commandotank op de plaats waar de twee pantsereenheden zich samenvoegden, en bleef daar tot de vernietiging van de laatste tank. Aan het eind stond hij alleen naast zijn brandende tank op de plaats die later bekendstond als het "pantsergraf".
Ondanks de wanhopige situatie gaf Rommel zijn mannen bevel stand te houden. Gehele eenheden werden vernietigd, al bleven er overal kleine restanten standhouden. Er was een 20 km breed gat in de as-linie geslagen. Rommel concludeerde: 
"Wanneer we hier blijven, houdt het leger het geen drie dagen meer uit. Als ik de opdrachten van de Führer gehoorzaam, loop ik het risico dat mijn eigen mannen me niet meer gehoorzamen. Mijn mannen gaan voor!"
 Rommel gaf bevel tot een massale terugtocht tegen Hitlers orders in.
D Plus 12, 4 november 1942
Op 4 november gingen de laatste aanvallen van start. De Britse 1e, 7e en 10e pantserdivisies passeerden door het gat in de as-linie en opereerden nu in de open woestijn.
De geallieerden hadden de slag gewonnen. De asmogendheden waren op de terugtocht. De doorgebroken strijdkrachten vernietigden op de dag de restanten van de Italiaanse Ariete pantserdivisie, de Littorio divisie en de Trieste gemotoriseerde divisie.
Rommel had 55.000 man, 1000 kanonnen en 450 tanks verloren. De geallieerden hadden 13.500 man verloren. Ze verloren ook 100 kanonnen en 500 tanks. John Currie van de 9e pantser Brigade wees naar 12 tanks toen men hem vroeg waar zijn regimenten waren.
"dat zijn mijn pantserregimenten"
. Generaal-majoor Douglas Wimberley zwoer: 
"Nooit meer".
Winston Churchill vatte het resultaat van de slag op 10 november 1942 samen met de woorden: 
"Dit is niet het einde, zelfs niet het begin van het einde, maar het is misschien wel het einde van het begin."
De slag was Montgomery's grootste overwinning. Hij kreeg de titel "Viscount Montgomery of Alamein" toen hij in de adelstand verheven werd.
De landingen van Toorts in het westen van Noord-Afrika betekenden een versnelling van het einde van de aanwezigheid van de as-strijdkrachten in Noord-Afrika.